# Sassetta
Sassetta település Olaszországban, Toszkána régióban, Livorno megyében. Lakosainak száma 471 fő (2023. január 1.). Sassetta Castagneto Carducci, Suvereto és Monteverdi Marittimo községekkel határos.

## Népesség
A település lakossága az elmúlt években az alábbi módon változott:
| Lakosok száma | 503  | 501  | 471  |
|               | 2017 | 2018 | 2023 |